# Université de Norwich
L'université de Norwich (en anglais, Norwich University - The Military College of Vermont) est une université privée américaine située à Northfield dans le Vermont.

## Historique
Fondé en 1819 à Norwich sous le nom d' « American Literary, Scientific and Military Academy », l'établissement est la plus ancienne académie militaire privée des États-Unis.